# Struthanthus longiflorus
Struthanthus longiflorus är en tvåhjärtbladig växtart som beskrevs av Carlos Toledo Rizzini. Struthanthus longiflorus ingår i släktet Struthanthus och familjen Loranthaceae. Inga underarter finns listade i Catalogue of Life.